# Белотино
Бело̀тино (изписване до 1945 година: Бѣлотино; на македонска литературна норма: Белотино) е село в община Струмица на Северна Македония.

## География
Селото е разположено в планината Смърдеш, западно от Струмица.

## История
През XIX век селото е чисто българско. В „Етнография на вилаетите Адрианопол, Монастир и Салоника“, издадена в Константинопол в 1878 година и отразяваща статистиката на населението от 1873 година, Белотина (Bélotina) е посочено като село с 12 домакинства, като жителите му са 45 българи. Според статистиката на Васил Кънчов („Македония. Етнография и статистика“) от 1900 година селото е населявано от 78 жители, всички българи християни.
Между 1896 и 1900 година селото преминава под върховенството на Българската екзархия. По данни на секретаря на екзархията Димитър Мишев („La Macédoine et sa Population Chrétienne“) през 1905 година в селото има 72 екзархисти.
В селото има комитет на ВМОРО, възстановен в края на 1909 година от Христо Чернопеев, Михаил Думбалаков, Костадин Самарджиев – Джемото и Кочо Хаджиманов.
При избухването на Балканската война един човек от Белотино е доброволец в Македоно-одринското опълчение. Селото е освободено от османска власт от четите на Думбалаков и Хаджиманов.
В 1920 - 1930 година е построена църквата „Свети Георги“.
В 1953 година в селото има 197 жители северномакедонци, в 1961 – 174 северномакедонци, в 1971 – 127 жители, а в 1981 – 60. Според преброяването от 2002 година Белотино има 29 жители, всички северномакедонци.
Според данните от преброяването през 2021 година Белотино има 13 жители.

## Личности
Родени в Белотино
- Никола Янев, македоно-одрински опълченец, 1-ва рота на 3-та солунска дружина[13]

Починали в Белотино
- Вангел Митев Костадинов (1893 – 1921), деец на ВМРО, загинал в сражение със сръбска войска на 15 декември 1921[14]
- Лазар Атанасов (1898 – 1921), деец на ВМРО, с прогимназиално образование, загинал в сражение със сръбска войска на 15 декември 1921[14]